# 708

708(칠백팔)은 707보다 크고 709보다 작은 자연수다.

## 수학
- 합성수로, 그 약수는 총 12개다. (1, 2, 3, 4, 6, 12, 59, 118, 177, 236, 354, 708)
  - 708의 진약수의 합은 972이므로, 708은 과잉수다.
- 56번째 불가촉수다. 앞의 불가촉수는 670, 다음은 714다.

## 과학
- NGC 708(영어판): 안드로메다자리 방향에 있는 타원은하.

## 교통

### 항공
- 웨스트 캐리비안 항공 708편 추락 사고

### 도로
- 708번 지방도: 전북특별자치도 고창군 신림면에서 정읍시 칠보면까지 이어지는 대한민국의 지방도.
- 현도 제708호선

## 군사
- 708 해군 항공대(영어판): 과거 존재한 영국의 해군 항공대.
- U-708(영어판): 제2차 세계 대전에 사용된 나치 독일의 군용 잠수함.

## 문화유산
- 대한민국의 보물 제708호: 급암선생시집

## 기타
- 날짜: 7월 8일
- 연도: 708년, 기원전 708년